# Dissimulodorylus perseus
Dissimulodorylus perseus — викопний вид мурашок з підродини Dorylinae, що існував в Європі наприкінці еоцену (близько 35 млн років). 

## Історія
Вид описаний у 2022 році з інклюзії у балтійському бурштині. Шматок бурштину зберігався недослідженим з 1930-х років у Музеї порівняльної зоології Гарвардського університету. Наприкінці 2022 року дослідники Технологічного інституту Нью-Джерсі просканували зразок. Спочатку вчені думали, що це комаха з роду Platythyrea. Однак подальший аналіз та складання 3D-моделі комахи показали, що це представник нового роду. 

## Етимологія
Родова назва Dissimulodorylus походить від латинського "dissimulo", що означає «приховувати», у зв'язку з тим, що типовий екземпляр лежав у музейних запасниках і вислизав від опису близько 100 років. Друга частина родової назви dorylus вказує на близькість до роду Dorylus. Видова назва D. perseus дана на честь міфічного грецького героя Персея.

## Опис
Довжина тіла близько 4 мм. Вусики 11-членикові. Dissimulodorylus можна відрізнити від більшості родів дорилін за поєднанням відсутності очей, повного пронотомезоплеврального шва, проподеального дихальця, розташованого високо на проподеумі, та одного сегмента петіоля. Мандибули зігнуті: подовжені та вузькі, позбавлені зубців і звужуються посередині раптово до гострої вершини. Кутикула блискуча з рідкісною точковою скульптурою; розсіяні короткі та широкі волоски є на дорсальній поверхні; деякі волоски виглядають апікально лопатоподібними. Колір кутикули коричневий, хоча може бути змінений під час збереження. Ці характеристики роблять його схожим на Dorylus, який можна відрізнити за наявності вдавленого пігідіального поля і відсутності зрослих, дорсовентрально плоских, нависаючих і трикутної форми лобових часток, характерних для цієї копалини.

## Таксономія
Це найдавніший представник кочових мурашок і перший із Європи. За своїми ознаками Dissimulodorylus утворює загальну кладу з родами Aenictogiton та Dorylus, являючи собою найостаннішого спільного предка всіх мурашиних таксонів справжніх кочових мурах Східної півкулі.